# Röthelbach (Saalach)
Der Röthelbach (auch Rötelbach) ist ein rechter Nebenfluss der Saalach in der Gemarkung Forst Sankt Zeno der Gemeinde Schneizlreuth im Landkreis Berchtesgadener Land.
Der Bach entspringt im Lattengebirge einen Kilometer östlich der Moosenalm und mündet im Bereich von Baumgarten in den Altwassersee, einem Teil des Saalachsees. Bis zur Quelle führt fast durchgängig eine steigungsreiche Forststraße entlang des Baches, die den westlichen Teil des Lattengebirges erschließt.
Der Röthelbach hat keine eigene Fließgewässerkennziffer, sondern wird subsumiert unter der Fließgewässerkennziffer 186677 Saalach von Weißbach bis Weißbach (Grabenbach).

## Röthelbachklause
Ungefähr 450 Höhenmeter oberhalb des Weilers Baumgarten befindet sich die historische Röthelbachklause, die erstmals im Jahre 1392 urkundlich erwähnt wurde.

## Murenabgang
Infolge schwerer Unwetter und starker Regenfälle zerstörten mehrere Muren am 5. Juli 2010 die daneben verlaufende Forststraße streckenweise vollständig sowie die Bundesstraße 21 bei Baumgarten teilweise. Die Bundesstraße musste daraufhin bis zum 20. Juli 2010 komplett, die Forststraße über ein Jahr bis Oktober 2011 gesperrt werden.